# Intranet Private Branch eXchange
Intranet Private Branch eXchange (afgekort IPBX), ook wel genoemd IP-PBX (Internet Protocol Private Branch Exchange), is in de telefonie een bedrijfscentrale die verbindingen tot stand kan brengen voor telefoontoestellen in het bedrijf die op de Voice over IP (VoIP) technologie gebaseerd zijn. De meeste IPBX-systemen kunnen zowel met traditionele buitenlijnen als met een externe VoIP verbinding werken. Ook kunnen vaak traditionele telefoontoestellen in het bedrijf op de IPBX worden aangesloten, zodat verbindingen tussen VoIP en traditionele telefoontoestellen in stand kunnen worden gebracht.
Een IPBX biedt over het algemeen ten minste de functionaliteit die gebruikers verwachten van een traditionele bedrijfscentrale of PBX (Private Branch eXchange). Voorbeelden zijn automatische doorverbinding, conferenties etc.
De IPBX is meestal in het bedrijf geplaatst, en is het eigendom van het bedrijf. In het geval van Hosted Voice Services is de telefonieoplossing niet in het bedrijf zelf geplaatst, maar wordt de IPBX-functie verzorgd door een server in een datacentrum van een dienstverlener. De VoIP telefoontoestellen in het bedrijf communiceren over het algemeen met de IPBX-server over een internetbreedbandverbinding. 
Het voordeel van gebruik van het Internet Protocol is dat het interne telefoonnetwerk niet meer gescheiden hoeft te zijn van het interne datanetwerk, wat de integratie met andere elektronische communicatie, zoals e-mail, vergemakkelijkt.